# Чурин, Диего
Дие́го Чури́н (исп. Diego Churín; 1 декабря 1989 года, Арройо-Дульсе) — аргентинский футболист, играющий на позиции нападающего. Ныне выступает за парагвайский клуб «Серро Портеньо».

## Биография
Диего Чурин начинал свою карьеру футболиста, выступая за аргентинский клуб «Индепендьенте». 10 февраля 2008 года он дебютировал в аргентинской Примере, выйдя на замену в гостевом поединке против «Лануса». Закрепиться в «Индепендьенте» футболист не сумел и играл на правах аренды за клубы низших аргентинских дивизионов «Платенсе», «Лос-Андес» и «Комуникасьонес».
В начале 2013 года перешёл в клуб чилийской Примеры B «Курико Унидо». В мае 2014 года он подписал контракт с клубом чилийской Примеры «Универсидад де Консепсьон», а в начале 2016 года — с командой «Унион Эспаньола». В Клаусуре 2016 Чурин с девятью голами занял второе место в списке лучших бомбардиров турнира.

## Титулы и достижения
- Чемпион штата Риу-Гранди-ду-Сул (2): 2021, 2022
- Финалист Кубка Бразилии (1): 2020
- Чемпион Парагвая (2): Клаусура 2017, Апертура 2020
- Обладатель Кубка Чили (1): 2014/15
- Лучший бомбардир чемпионата Парагвая (1): Клаусура 2017 (11 голов)